# Forge du Champ-de-la-Pierre
La forge du Champ-de-la-Pierre sur la commune du Champ-de-la-Pierre dans le département de l'Orne est classé Monument  historique en 1991. Le haut-fourneau restauré est aujourd'hui avec celui des forges de Varennes, l'un des rares témoins de la sidérurgie en bois

## Histoire
Les forges du Champ-de-la-Pierre étaient établies sur un chapelet de trois étangs : le fourneau, la grande, la petite forge et la fenderie. Le minerai venait de Rânes, le charbon de bois des 38 ha du propriétaire et d'adjudications de la forêt d'Écouves, la castine de la Roche-Mabile.
Les fers sont vendus au sortir de la forge et pour la plus grande partie dans les forges du bocage. Au sortir de la fenderie, ils sont utilisés par les cloutiers, serruriers et quincailliers dans la région de Vire, Tinchebray-Bocage, Domfront, Mortain où la clouterie principalement, la serrurerie et la quincaillerie occupaient des milliers d'ouvriers avec la plus forte densité à Tinchebray et ses environs : Chanu, Landisacq, Saint-Cornier-des-Landes, La Chapelle-Biche, Larchamp et Yvrandes.

### La forge
Haut-fourneau et affinerie construits en 1572 par Mary Despres pour Claude De Broons, seigneur du Champ-de-la-Pierre, logement patronal bâti en 1667. L'ensemble est acquis par les Ricœur en 1702. Restauration en 1714. Le haut fourneau est reconstruit en 1859 avec un atelier de moulerie.
Cessation d'activité vers 1880. Affinerie disparue, haut-fourneau, logement patronal et écuries restaurés.
Trente ouvriers en 1868, douze en 1876, six en 1880.

### La fenderie
Attestée en 1619, elle est alimentée en fer par la forge du Champ-de-la-Pierre. Restauration en 1745. Cessation d'activité vers 1880. Subsistent deux logements.
Existence d'un fonds d'archives privé.

### Patrimoine industriel
La forge et la fenderie du Champ-de-la-Pierre font l'objet de deux importants dossiers dans l'inventaire général du Patrimoine industriel de Basse-Normandie - Patrimoine industriel de l'Orne,. L'ensemble des vestiges de la forge est classé au titre des monuments historiques en 1991.